# Thagona amalita
Thagona amalita är en fjärilsart som beskrevs av William Schaus 1921. Thagona amalita ingår i släktet Thagona och familjen tofsspinnare. Inga underarter finns listade i Catalogue of Life.